# タカトシの時間ですよ!
『タカトシの時間ですよ!』（タカトシのじかんですよ!）は、2012年4月11日から9月26日までTBS系列で放送されていたバラエティ番組である。

## 概要
2011年12月10日に、パイロット版である『タカトシの赤坂ゴールデン街』が、『スパニチ!!』枠で放送され大好評だったため、レギュラー放送されている。
レギュラー放送開始前の2012年3月27日の21:00 - 22:48にパイロット版2を放送。2012年4月から9月まで、TBS制作深夜バラエティ番組の中で唯一の1時間番組であった。2012年10月以降当枠は2年ぶりに30分番組2本に分割されている。0時前半枠には『ハッピーエンド』を放送。24時後半枠には『ニンゲン観察バラエティ モニタリング』を放送。2012年10月17日と2013年1月23日に『水トク!』枠で放送された（一部地域を除く）。

## 内容
ナビゲーターのタカアンドトシがゲストを招き「芸能人が経営するお店が集まった街」を案内する。詳しい店やコーナー名は後述する。

## 主な出演者

### ナビゲーター
- タカアンドトシ
  - タカ
  - トシ

### コーナー出演者
- 塚地武雅（ドランクドラゴン）
- 島田秀平
- DaiGo
- 原口あきまさ
- コージー冨田
- 清水ミチコ
- 福田彩乃
- 友近
- 中川家
- 井上小公造（女と男・市川義一）
- コロッケ
- ゲッターズ飯田
- 田中卓志（アンガールズ）
- 博多華丸（博多華丸・大吉）
- カンニング竹山

ほか

## コーナー
ツカベル堂→○○ベル堂
塚地がカメラ好きでオタクな店主と言う設定で、ゲストのデビュー当時の映像などの恥ずかしい映像や写真を「独自ルートで仕入れた」として公開する。場合によってはタカトシもその被害にあうことがある。塚地がレギュラーとして店主を務めたのは2012年4月19日放送分までで、4月26日放送分では山崎樹範が店主を務めた。山崎によると「前の店のツカベル堂はお台場に移転してはねトび堂として営業した」（塚地のスケジュールが重なった）ため。それ以来店主は週替わりになり、店名も「○○ベル堂」（○○には苗字が入る）になった。店主はそのまま隣の「井上書店」へゲスト達を誘導する。
井上書店
市川が井上小公造として芸能人のスクープを発表するが、彼のネタの通り基本的にどうでもいいスクープなため全員からツッコミを受ける。最後にはその週のゲストのスクープを発表する。「○○ベル堂」の主人がゲスト達を誘導して司会を兼任する。スクープの内容によってはそのままゲームに進むことがある。
スナック・カメレオン
コロッケがオーナーを務める店として、原口や清水などの人気モノマネ芸人らがマスターを週替わりで務める。時にはコロッケ本人が店に出ることもある。持ちネタを「本日のメニュー」として提供して披露する。たまにバイトの面接として若手モノマネ芸人が登場する。DaiGoやマジシャンなどが店に登場して各々の芸を披露することもある。
占い屋
島田かゲッターズ飯田が占い師としてゲストを占う。島田は路上占い師の設定、飯田は「占いの館」の主人の設定。
携帯ショップgamu
田中が携帯ショップの店主を務めているという設定で、巨大なスマートフォン型のモニターを使ってゲームを行う。クリアーすればゲストが欲しいものがプレゼントされるが、クリアーできないと罰ゲームが執行される。
回転寿司シースー坂赤店
回転寿司屋の中でベルトコンベアーを使った連携ゲームを行う。クリアーすればゲストが欲しいものがプレゼントされるが、クリアーできないと罰ゲームが執行される。
梅の湯
若手芸人のネタ見せやファッションショーなどの様々な企画を行う。番組で唯一、観覧客を入れて収録が行われる。パイロット版では岡田圭右（ますだおかだ）が司会を担当したが、レギュラー放送では「ぶっちゃけ症候群」の司会が小籔千豊であること以外は固定されていない。2回以上放送された企画は下記の通り。
ぶっちゃけ症候群
文字通り「（求められれば、どんな危険なネタであろうが）何でもしゃべってしまう」タレント達を「ぶっちゃけ症候群」と言う新種の病気の罹患者であり、小籔がぶっちゃけ症候群の発見及び治療の第一人者の医師であると言う設定で、ゲストから他のタレントについてのぶっちゃけ話を聞きだす。「本当に危ない」と判断した場合は聴診器を使って小籔のみ聞こえる様にして放送しても大丈夫かどうかを判断する。
スーパーコンピューター
「どんな疑問にも答えてくれる夢のスーパーコンピューター」が開発されたという設定で行われる。実際は医療や雑学や国際情勢などそれぞれの専門分野で活躍する有識者やジャーナリストを集め、タカトシを含む客席の先頭にいるタレント達が質問をしてそれにスーパーコンピューターが各々の専門知識を活かして回答していく。
あなたの知らない歴史
「オネエタレントの歴史」や「女芸人の歴史」などについて、スライド式の年表やVTRを交えて紹介していく。

## ネット局

### パイロット版
| 放送対象地域  | 放送局                | 系列    | 放送日時                                    | 遅れ日数 |
| ------------- | --------------------- | ------- | ------------------------------------------- | -------- |
| 関東広域圏    | TBSテレビ（TBS）      | TBS系列 | 2011年12月10日 15時00分 - 15時54分          | 制作局   |
| 福岡県        | RKB毎日放送（RKB）    | TBS系列 | 2011年12月22日 20時00分 - 20時54分          | 12日遅れ |
| 宮城県        | 東北放送（TBC）       | TBS系列 | 2012年1月7日 15時30分 - 16時30分            | 28日遅れ |
| 青森県        | 青森テレビ（ATV）     | TBS系列 | 2012年1月14日 13時00分 - 13時54分           | 35日遅れ |
| 宮崎県        | 宮崎放送（MRT）       | TBS系列 | 2012年1月14日 15時00分 - 15時54分           | 35日遅れ |
| 静岡県        | 静岡放送（SBS）       | TBS系列 | 2012年1月14日 15時30分 - 16時25分           | 35日遅れ |
| 大分県        | 大分放送（OBS）       | TBS系列 | 2012年1月17日（16日深夜） 0時25分 - 1時20分 | 37日遅れ |
| 鳥取県 島根県 | 山陰放送（BSS）       | TBS系列 | 2012年1月22日 14時00分 - 14時54分           | 43日遅れ |
| 北海道        | 北海道放送（HBC）     | TBS系列 | 2012年1月29日 15時00分 - 16時00分           | 50日遅れ |
| 中京広域圏    | 中部日本放送（CBC）   | TBS系列 | 2012年2月4日 12時57分 - 14時00分            | 56日遅れ |
| 鹿児島県      | 南日本放送（MBC）     | TBS系列 | 2012年2月18日 14時00分 - 14時54分           | 70日遅れ |
| 岩手県        | IBC岩手放送（IBC）    | TBS系列 | 2012年2月21日 23時50分 - 翌0時45分          | 73日遅れ |
| 福島県        | テレビユー福島（TUF） | TBS系列 | 2012年3月3日 15時00分 - 15時54分            | 84日遅れ |
| 愛媛県        | あいテレビ（itv）     | TBS系列 | 2012年3月3日 16時00分 - 16時54分            | 84日遅れ |
| 新潟県        | 新潟放送（BSN）       | TBS系列 | 2013年4月22日（21日深夜） 0時50分 - 1時45分 | 不明     |

### パイロット版2
| 放送対象地域  | 放送局                    | 系列    | 放送日時                          | 遅れ日数   |
| ------------- | ------------------------- | ------- | --------------------------------- | ---------- |
| 関東広域圏    | TBSテレビ（TBS）          | TBS系列 | 2012年3月27日 21時00分 - 22時48分 | 制作局     |
| 北海道        | 北海道放送（HBC）         | TBS系列 | 2012年3月27日 21時00分 - 22時48分 | 同時ネット |
| 青森県        | 青森テレビ（ATV）         | TBS系列 | 2012年3月27日 21時00分 - 22時48分 | 同時ネット |
| 岩手県        | IBC岩手放送（IBC）        | TBS系列 | 2012年3月27日 21時00分 - 22時48分 | 同時ネット |
| 宮城県        | 東北放送（TBC）           | TBS系列 | 2012年3月27日 21時00分 - 22時48分 | 同時ネット |
| 山形県        | テレビユー山形（TUY）     | TBS系列 | 2012年3月27日 21時00分 - 22時48分 | 同時ネット |
| 福島県        | テレビユー福島（TUF）     | TBS系列 | 2012年3月27日 21時00分 - 22時48分 | 同時ネット |
| 山梨県        | テレビ山梨（UTY）         | TBS系列 | 2012年3月27日 21時00分 - 22時48分 | 同時ネット |
| 新潟県        | 新潟放送（BSN）           | TBS系列 | 2012年3月27日 21時00分 - 22時48分 | 同時ネット |
| 長野県        | 信越放送（SBC）           | TBS系列 | 2012年3月27日 21時00分 - 22時48分 | 同時ネット |
| 静岡県        | 静岡放送（SBS）           | TBS系列 | 2012年3月27日 21時00分 - 22時48分 | 同時ネット |
| 富山県        | チューリップテレビ（TUT） | TBS系列 | 2012年3月27日 21時00分 - 22時48分 | 同時ネット |
| 石川県        | 北陸放送（MRO）           | TBS系列 | 2012年3月27日 21時00分 - 22時48分 | 同時ネット |
| 中京広域圏    | 中部日本放送（CBC）       | TBS系列 | 2012年3月27日 21時00分 - 22時48分 | 同時ネット |
| 近畿広域圏    | 毎日放送（MBS）           | TBS系列 | 2012年3月27日 21時00分 - 22時48分 | 同時ネット |
| 鳥取県 島根県 | 山陰放送（BSS）           | TBS系列 | 2012年3月27日 21時00分 - 22時48分 | 同時ネット |
| 岡山県 香川県 | 山陽放送（RSK）           | TBS系列 | 2012年3月27日 21時00分 - 22時48分 | 同時ネット |
| 広島県        | 中国放送（RCC）           | TBS系列 | 2012年3月27日 21時00分 - 22時48分 | 同時ネット |
| 山口県        | テレビ山口（tys）         | TBS系列 | 2012年3月27日 21時00分 - 22時48分 | 同時ネット |
| 愛媛県        | あいテレビ（itv）         | TBS系列 | 2012年3月27日 21時00分 - 22時48分 | 同時ネット |
| 高知県        | テレビ高知（KUTV）        | TBS系列 | 2012年3月27日 21時00分 - 22時48分 | 同時ネット |
| 福岡県        | RKB毎日放送（RKB）        | TBS系列 | 2012年3月27日 21時00分 - 22時48分 | 同時ネット |
| 長崎県        | 長崎放送（NBC）           | TBS系列 | 2012年3月27日 21時00分 - 22時48分 | 同時ネット |
| 熊本県        | 熊本放送（RKK）           | TBS系列 | 2012年3月27日 21時00分 - 22時48分 | 同時ネット |
| 大分県        | 大分放送（OBS）           | TBS系列 | 2012年3月27日 21時00分 - 22時48分 | 同時ネット |
| 宮崎県        | 宮崎放送（MRT）           | TBS系列 | 2012年3月27日 21時00分 - 22時48分 | 同時ネット |
| 鹿児島県      | 南日本放送（MBC）         | TBS系列 | 2012年3月27日 21時00分 - 22時48分 | 同時ネット |
| 沖縄県        | 琉球放送（RBC）           | TBS系列 | 2012年3月27日 21時00分 - 22時48分 | 同時ネット |

### レギュラー版
| 放送対象地域 | 放送局                    | 系列    | 放送開始日    | 放送日時                           | 遅れ日数   |
| ------------ | ------------------------- | ------- | ------------- | ---------------------------------- | ---------- |
| 関東広域圏   | TBSテレビ（TBS）          | TBS系列 | 2012年4月11日 | 水曜 23時50分 - 翌0時50分          | 制作局     |
| 北海道       | 北海道放送（HBC）         | TBS系列 | 2012年4月11日 | 水曜 23時50分 - 翌0時51分          | 同時ネット |
| 山形県       | テレビユー山形（TUY）     | TBS系列 | 2012年4月11日 | 水曜 23時50分 - 翌0時50分          | 同時ネット |
| 福島県       | テレビユー福島（TUF）     | TBS系列 | 2012年4月11日 | 水曜 23時50分 - 翌0時50分          | 同時ネット |
| 静岡県       | 静岡放送（SBS）           | TBS系列 | 2012年4月11日 | 水曜 23時50分 - 翌0時50分          | 同時ネット |
| 石川県       | 北陸放送（MRO）           | TBS系列 | 2012年4月11日 | 水曜 23時50分 - 翌0時50分          | 同時ネット |
| 広島県       | 中国放送（RCC）           | TBS系列 | 2012年4月11日 | 水曜 23時50分 - 翌0時50分          | 同時ネット |
| 福岡県       | RKB毎日放送（RKB）        | TBS系列 | 2012年4月11日 | 水曜 23時50分 - 翌0時50分          | 同時ネット |
| 長崎県       | 長崎放送（NBC）           | TBS系列 | 2012年4月11日 | 水曜 23時50分 - 翌0時50分          | 同時ネット |
| 熊本県       | 熊本放送（RKK）           | TBS系列 | 2012年4月11日 | 水曜 23時50分 - 翌0時50分          | 同時ネット |
| 長野県       | 信越放送（SBC）           | TBS系列 | 2012年4月17日 | 火曜 23時50分 - 翌0時50分          | 6日遅れ    |
| 中京広域圏   | 中部日本放送（CBC）       | TBS系列 | 2012年4月19日 | 木曜 23時50分 - 翌0時50分          | 8日遅れ    |
| 宮城県       | 東北放送（TBC）           | TBS系列 | 2012年4月26日 | 木曜 0時05分 - 1時05分（水曜深夜） | 14日遅れ   |
| 新潟県       | 新潟放送（BSN）           | TBS系列 | 2012年4月26日 | 木曜 0時45分 - 1時45分（水曜深夜） | 7日遅れ    |
| 富山県       | チューリップテレビ（TUT） | TBS系列 | 2012年4月27日 | 金曜 0時42分 - 1時42分（木曜深夜） | 15日遅れ   |

### 水トク!版
| 放送対象地域   | 放送局                    | 系列    | 放送日時                           | 遅れ日数   |
| -------------- | ------------------------- | ------- | ---------------------------------- | ---------- |
| 関東広域圏     | TBSテレビ（TBS）          | TBS系列 | 2012年10月17日 19時00分 - 20時54分 | 制作局     |
| 北海道         | 北海道放送（HBC）         | TBS系列 | 2012年10月17日 19時00分 - 20時54分 | 同時ネット |
| 岩手県         | IBC岩手放送（IBC）        | TBS系列 | 2012年10月17日 19時00分 - 20時54分 | 同時ネット |
| 宮城県         | 東北放送（TBC）           | TBS系列 | 2012年10月17日 19時00分 - 20時54分 | 同時ネット |
| 山形県         | テレビユー山形（TUY）     | TBS系列 | 2012年10月17日 19時00分 - 20時54分 | 同時ネット |
| 福島県         | テレビユー福島（TUF）     | TBS系列 | 2012年10月17日 19時00分 - 20時54分 | 同時ネット |
| 新潟県         | 新潟放送（BSN）           | TBS系列 | 2012年10月17日 19時00分 - 20時54分 | 同時ネット |
| 静岡県         | 静岡放送（SBS）           | TBS系列 | 2012年10月17日 19時00分 - 20時54分 | 同時ネット |
| 富山県         | チューリップテレビ（TUT） | TBS系列 | 2012年10月17日 19時00分 - 20時54分 | 同時ネット |
| 石川県         | 北陸放送（MRO）           | TBS系列 | 2012年10月17日 19時00分 - 20時54分 | 同時ネット |
| 中京広域圏     | 中部日本放送（CBC）       | TBS系列 | 2012年10月17日 19時00分 - 20時54分 | 同時ネット |
| 近畿広域圏     | 毎日放送（MBS）           | TBS系列 | 2012年10月17日 19時00分 - 20時54分 | 同時ネット |
| 広島県         | 中国放送（RCC）           | TBS系列 | 2012年10月17日 19時00分 - 20時54分 | 同時ネット |
| 愛媛県         | あいテレビ（itv）         | TBS系列 | 2012年10月17日 19時00分 - 20時54分 | 同時ネット |
| 長崎県         | 長崎放送（NBC）           | TBS系列 | 2012年10月17日 19時00分 - 20時54分 | 同時ネット |
| 青森県         | 青森テレビ（ATV）         | TBS系列 | 2012年10月24日 19時00分 - 20時54分 | 7日遅れ    |
| 鳥取県 島根県  | 山陰放送（BSS）           | TBS系列 | 2012年11月10日 12時00分 - 13時54分 | 24日遅れ   |
| 山梨県         | テレビ山梨（UTY）         | TBS系列 | 2012年11月17日 13時30分 - 15時35分 | 31日遅れ   |
| 鹿児島県       | 南日本放送（MBC）         | TBS系列 | 2012年12月8日 15時00分 - 16時54分  | 52日遅れ   |
| 福岡県         | RKB毎日放送（RKB）        | TBS系列 | 2012年12月16日 15時00分 - 17時00分 | 60日遅れ   |
| 岡山県・香川県 | 山陽放送（RSK）           | TBS系列 | 2014年1月18日 15時00分 - 17時00分  | 458日遅れ  |

### 水トク!版2
| 放送対象地域  | 放送局                    | 系列    | 放送日時                          | 遅れ日数   |
| ------------- | ------------------------- | ------- | --------------------------------- | ---------- |
| 関東広域圏    | TBSテレビ（TBS）          | TBS系列 | 2013年1月23日 19時00分 - 20時54分 | 制作局     |
| 北海道        | 北海道放送（HBC）         | TBS系列 | 2013年1月23日 19時00分 - 20時54分 | 同時ネット |
| 岩手県        | IBC岩手放送（IBC）        | TBS系列 | 2013年1月23日 19時00分 - 20時54分 | 同時ネット |
| 宮城県        | 東北放送（TBC）           | TBS系列 | 2013年1月23日 19時00分 - 20時54分 | 同時ネット |
| 山形県        | テレビユー山形（TUY）     | TBS系列 | 2013年1月23日 19時00分 - 20時54分 | 同時ネット |
| 福島県        | テレビユー福島（TUF）     | TBS系列 | 2013年1月23日 19時00分 - 20時54分 | 同時ネット |
| 静岡県        | 静岡放送（SBS）           | TBS系列 | 2013年1月23日 19時00分 - 20時54分 | 同時ネット |
| 富山県        | チューリップテレビ（TUT） | TBS系列 | 2013年1月23日 19時00分 - 20時54分 | 同時ネット |
| 石川県        | 北陸放送（MRO）           | TBS系列 | 2013年1月23日 19時00分 - 20時54分 | 同時ネット |
| 中京広域圏    | 中部日本放送（CBC）       | TBS系列 | 2013年1月23日 19時00分 - 20時54分 | 同時ネット |
| 近畿広域圏    | 毎日放送（MBS）           | TBS系列 | 2013年1月23日 19時00分 - 20時54分 | 同時ネット |
| 広島県        | 中国放送（RCC）           | TBS系列 | 2013年1月23日 19時00分 - 20時54分 | 同時ネット |
| 愛媛県        | あいテレビ（itv）         | TBS系列 | 2013年1月23日 19時00分 - 20時54分 | 同時ネット |
| 長崎県        | 長崎放送（NBC）           | TBS系列 | 2013年1月23日 19時00分 - 20時54分 | 同時ネット |
| 青森県        | 青森テレビ（ATV）         | TBS系列 | 2013年1月30日 19時00分 - 20時54分 | 7日遅れ    |
| 鳥取県 島根県 | 山陰放送（BSS）           | TBS系列 | 2013年2月23日 12時00分 - 13時54分 | 31日遅れ   |
| 福岡県        | RKB毎日放送（RKB）        | TBS系列 | 2013年3月2日 14時00分 - 15時54分  | 38日遅れ   |
| 鹿児島県      | 南日本放送（MBC）         | TBS系列 | 2013年3月3日 15時00分 - 16時54分  | 39日遅れ   |
| 新潟県        | 新潟放送（BSN）           | TBS系列 | 2013年3月24日 15時00分 - 16時54分 | 60日遅れ   |
| 山口県        | テレビ山口（tys）         | TBS系列 | 2013年4月3日 19時00分 - 20時54分  | 70日遅れ   |
| 大分県        | 大分放送（OBS）           | TBS系列 | 2013年4月27日 14時00分 - 15時54分 | 94日遅れ   |
| 岡山県 香川県 | 山陽放送（RSK）           | TBS系列 | 2014年4月13日 14時00分 - 16時00分 | 不明       |

## 主なスタッフ

### レギュラー版
- ナレーション：屋良有作、三村ロンド
- 作・構成：高須光聖、松本真一、木野聡、藤谷弥生、成瀬正人
- TM：荒木健一
- PA：葉桐竜次
- 編集：アンサーズ
- EED：楠田惣彦
- 美術プロデューサー：山口智広
- 美術デザイン：太田卓志
- 美術制作：澁谷政史
- 電飾：西田和正
- 装飾：川原栄一
- 装置：坂本進、松村美保、塚上博
- 植木：菊池起矢
- リサーチ：金田佑馬
- 編成：保津章二、畠山渉
- 宣伝：田中瑞穂
- TK：伊藤佳加
- MP：内藤宏之
- 音効：石川佳則、佐藤賢治
- MA：永田慈紀、渡辺和也
- AP：橋本美和、菊池絢子、新貝元章
- チーフディレクター：堤俊博、高田脩
- 演出：田口健介
- プロデューサー：坂本義幸
- EP：安田淳
- 制作：TBS

### パイロット版（2012年3月27日放送分）
- ナレーター：屋良有作
- 構成：高須光聖、松本真一、木野聡、藤谷弥生、成瀬正人
- TM/TD：荒木健一
- CAM：小笠原朋樹
- VE：藤本剛
- CG：岩屋朝仁
- 音声：山羽稔
- PA：葉桐慶次
- 照明：加藤由美子
- 美術プロデューサー：山口智広
- 美術デザイン：太田卓志
- 美術制作：澁谷政史
- 電飾：西田和正
- 装飾：川原栄一
- 装置：坂本進、松村美保
- 衣裳：横尾毅
- 持道具：寺澤麻由美
- ヘアメイク：大野志穂
- 編成：畠山渉
- TK：伊藤佳加
- 編集：アンサーズ
- EED：髙橋雄人
- MA：渡辺和也
- 音効：石川良則、上田昭雄
- AP：橋本美和、菊池絢子、新貝元章
- 演出：田口健介
- プロデューサー：坂本義幸
- CP(チーフプロデューサー)：安田淳
- 製作:TBS